# Font del mas Sovelles
La font del mas Sovelles, mas antigament citat amb la grafia Sobeies, és una font al terme municipal de la Vall de Bianya (Garrotxa) catalogada a l'Inventari del Patrimoni Arquitectònic de Catalunya. La majoria de les masies importants de la Vall de Bianya estan ubicades a l'obaga, sota la serra de Sant Miquel del Mont, lloc on les deus proporcionaven aigua als masos durant tot l'any. Una de les més abundoses és, encara avui, la de Socarrats. Va ser construïda per Simon Socarrants l'any 1735, coincidint amb les grans obres de remodelació del mas i de l'església de Sant Andreu. La inscripció en pedra diu: